# Palitana
Palitana (gujarâtî : પાલીતાણા) est une ville de l'État du Gujarat en Inde, dans le district de Bhavnagar, et un ancien État princier des Indes. C'est le haut lieu de pèlerinage du jaïnisme, avec ses 863 temples édifiés en haut d'une colline et accessibles par un escalier aux 3 950 marches.
Palitana est la première ville végétarienne au monde, la consommation de chair animale ainsi que d’œufs ayant été bannie.

## Histoire
Palitana a été la capitale d'un État princier des Indes jusqu'au 15 février 1948.

### Dirigeants:ThakursSahibs
- 1194-1226 : Sejaki († 1254)
- 1226-1246 : Shahji Sejaki
- 1246-1250 : Sartanji Shahji
- 1250-1300 : Arjanji Sartanji
- 1300-1360 : Nonghanji I Arjanji
- 1360-1400 : Jasaji Nonghanji
- 1400-1455 : Banaji Jasaji
- 1455-1487 : Savaji I Banaji
- 1487-1519 : Hadaji Savaji
- 1519-1579 : Kandhaji I Hadaji
- 1579-? : Nonghanji II Kandhaji
- ?-? : Arjanji II Nonghanji
- ?-? : Kandhaji II Arjanji
- ?-? : Savaji II Kandhaji
- ?-? : Sartanji I Savaji
- ?-? : Kandhaji III Sartanji
- 1697-1734 : Prithvirajji Kandhaji
- 1734-? : Nonghanji III Nonghanji
- ?-1766 : Sartanji II Nonghanji
- 1770-1820 : Undaji Nonghanji
- 1820-1840 : Kandhaji IV Unadji
- 1840-1860 : Nonghamji IV Kandhaji
- 1860 : Pratapsinhji Nonghanji († 1860)
- 1860-1885 : Sursinhji Pratapsinhji (1844-1885)
- 1885-1905 : Mansinhji Sursinhji (1862-1905)
- 1905-1948 : Bahadursinhji Mansinhji (1900-1971)

## Personnalités liées à la ville
Le 3 janvier 2010, le Dalaï Lama a visité la ville de Palitana où il a donné une conférence religieuse déclarant notamment que : « Le jaïnisme et le bouddhisme sont comme des frères jumeaux qui ont apporté avec eux le message de l'unité et de la non-violence pour le monde. » 